# Dinant
Dinant é uma cidade que fica no município valão da Bélgica localizado no distrito de Dinant, província de Namur, região da Valônia.
Fica aproximadamente a 90 quilómetros a sudeste de Bruxelas, 30 quilómetros a sudeste de Charleroi, 30 quilómetros a sul de Namur e 20 quilómetros a norte de Givet (França).
O município inclui as antigas comunas de Anseremme, Bouvignes-sur-Meuse, Dréhance, Falmagne, Falmignoul, Foy-Notre-Dame, Furfooz, Lisogne, Sorinnes e Thynes.

## Geografia
Dinant localiza-se no vale do Mosa superior num local onde o rio entra no planalto oriental de Condroz. Situada num vale inclinado entre a face rochosa e o rio, o povoamento original teve pouco espaço para crescer longe do rio, e por isso tornou-se uma cidade alongada num eixo norte-sul ao longo da costa do rio. Durante o século XIX a antiga Île des Batteurs (Ilha dos Bateristas), a sul, esteve directamente ligada à cidade quando um afluente do rio ficava cheio.
Dinant enriqueceu com as oportunidades agrícolas criadas pela fertilidade da terra no planalto que a rodeia. Dentro da cidade, a produção de latão faz parte do artesanato local, tendo beneficiado da presença do rio amplo e facilmente navegável, que garantiu a entrega fácil das matérias-primas e distribuição pronta dos produtos resultantes que saíam das oficinas dos artesãos. Outra fonte tradicional de riqueza é fornecida pelas falésias calcárias que circundam a cidade, que fornecem uma indústria extrativa de ponta, produzindo mármore preto e sulfato de cobre, com a proximidade ao rio relativamente largo e profundamente navegável facilitador da distribuição.

## Pontos turísticos
- Nossa Senhora de Dinant
- Citadela de Dinant
- Rocher Bayard
- Casa de Adolphe Sax